# Jaroslav Tůma
Jaroslav Tůma (ur. 1956 w Pradze) – czeski organista.
Studiował w Konserwatorium i na Wydziale Muzycznym Akademii Sztuk Scenicznych u prof. Milana Šlechty i prof. Zuzany Růžičkovej. Jest laureatem pierwszych nagród na konkursach improwizacji organowych w Norymberdze (1980) i Haarlemie (1986), a wcześniej II nagrody w konkursie w Linzu (1978, Austria). Jest również laureatem słynnych spotkań muzycznych Bachwettbewerb w Lipsku (1980). Od 1990 roku Jaroslav Tůma jest wykładowcą Akademii Sztuk Scenicznych w Pradze (studenci: Pavel Černý, Petr Rajnoha, Pavel Svoboda).